# Microsciadium minutum
Microsciadium minutum är en flockblommig växtart som först beskrevs av D'urv., och fick sitt nu gällande namn av John Isaac Briquet. Microsciadium minutum ingår i släktet Microsciadium och familjen flockblommiga växter. Inga underarter finns listade i Catalogue of Life.